# Duma, Kongo-Kinshasa
Duma är en flod i Kongo-Kinshasa, ett biflöde till Uere. Den rinner genom provinserna Haut-Uele och Bas-Uele (med en delsträcka som ingår i provinsgränsen), i den norra delen av landet, 1 600 km nordost om huvudstaden Kinshasa.